# Dekanat Wrocław wschód
Dekanat Wrocław Wschód – jeden z 33 dekanatów w rzymskokatolickiej archidiecezji wrocławskiej.
W skład dekanatu wchodzi 8 parafii:
- Parafia Najświętszej Maryi Panny Różańcowej → Radwanice
- Parafia Niepokalanego Serca Najświętszej Maryi Panny → Siechnice
- Parafia św. Katarzyny Aleksandryjskiej → Święta Katarzyna
- Narodzenia Najświętszej Maryi Panny → Turów
- Parafia św. Józefa Rzemieślnika → Wrocław
- Parafia św. Jerzego Męczennika i Podwyższenia Krzyża Świętego → Wrocław-Brochów
- Parafia Miłosierdzia Bożego → Wrocław-Jagodno
- Parafia Najświętszej Maryi Panny Wspomożycielki Wiernych → Wrocław-Księże Małe